# L'ultimo dei banditi
L'ultimo dei banditi (Last of the Badmen) è un film del 1957 diretto da Paul Landres.
È un film western statunitense ambientato nel 1875 con George Montgomery, Keith Larsen e James Best.

## Trama
L'agenzia investigativa Chandler si interessa ad una banda di malviventi che utilizza lo stratagemme di liberare dei prigionieri dal carcere, per poi farli partecipare alle proprie rapine facendone crescere la taglia fin ad un livello ritenuto sufficiente (solitamente 3-4000 dollari) per essere incassata.
Nel tentativo di carpirne i segreti e di venire a capo del cervello occulto della banda, Dillon capo della Chandler, ha già perso un agente infiltrato, così decide di mandare il proprio uomo migliore, Dan Barton, affiancato da altri cinque agenti in incognito.
Fintosi un criminale ricercato, Barton si fa arrestare dallo sceriffo della cittadina di Galatin in Missouri e, come previsto, viene liberato dalla banda di Hawkins. Con il passare dei giorni e delle rapine la sua taglia cresce fino a quando, durante l'assalto alla banca di Galatin, il manovratore occulto della banda si svela: è proprio lo sceriffo Marshall Parker, che insieme ai suoi sodali Hawkins e Dallas viene arrestato, processato ed impiccato.

## Produzione
Il film, diretto da Paul Landres su una sceneggiatura di Daniel B. Ullman e Daniel B. Ullman e un soggetto dello stesso Ullman, fu prodotto da Vincent M. Fennelly per la Allied Artists Pictures e girato nell'Iverson Ranch a Chatsworth, Los Angeles, California, nel giugno del 1956. Il titolo di lavorazione fu  54 Washington Street.

## Colonna sonora
- West of Gallatan - musica di Paul Sawtell, parole di Gwen Davis

## Distribuzione
Il film fu distribuito con il titolo Last of the Badmen negli Stati Uniti dal 17 febbraio 1957 al cinema dalla Allied Artists Pictures.
Altre distribuzioni:
- in Svezia il 16 settembre 1957 (Död eller levande)
- in Austria nel febbraio del 1958 (Die gesetzlosen 5)
- in Germania Ovest il 14 febbraio 1958 (Tot oder lebendig)
- in Finlandia l'8 maggio 1959 (Viimeiseen mieheen)
- in Austria (Washington Street 54)
- in Brasile (Império de Balas)
- in Francia (Les hors-la-loi du Missouri)
- in Grecia (Psila ta heria, dolofonoi)
- in Italia (L'ultimo dei banditi)

## Promozione
La tagline è: The gun-hot facts! The final hours! The murderous terror that tops them all!.